# حمض البيرأسيتيك
حمض البيرأسيتيك ويطلق عليه أيضًا حمض بيروكسياسيتيك، وهو مركب عضوي مع CH3CO3H، والبيروكسيد العضوي هو سائل ليس له لون ولا رائحة، شبيه إلى حد ما بحمض الخليك، وتتميز بأنها شديدة التآكل. وحمض البيرأسيتيك هو الأضعف من حمض الأسيتيك الأصلي.

## استخداماته
- قامت وكالة حماية البيئة في الولايات المتحدة الأمريكية بتسجيل حمض البيرأسيتيك على أنه مضاد للميكروبات، وذلك في المرة الأولى عام 1985، كواحد من الاستخدامات الداخلية على الأسطح الصلبة.
- يستخدم في المباني الزراعية، المؤسسات الغذائية، في المرافق الطبية، الحمامات المنزلية.
- تم تسجيل الحمض على أنه واحد من الاستخدامات في مصانع معالجة الألبان والجبن وفي معدات تجهيز الأغذية، وأيضًا في مصانع تصنيع الخمرة والنبيذ ومحطات المشروبات.
- يستخدم لتطهير المعدات الطبية، لمنع تكون بيوفيلم في صناعة اللب، كأحد المطهرات في تنقية الماء.
- من الممكن استخدامه كمطهر للماء في برج التبريد، فهو يعمل على منع تشكيل الفيلم الحيوي، وله دور في التحكم في فاعلية بكتريا الليجيونيلا.
- على الرغم من أنه أقل نشاط وفاعلية من الحمضيات، إلا أنه يستخدم في أشكال مختلفة للدهون الغير مشبعة، المطاط الاصطناعي والطبيعي، وفي بعض المنتجات الطبيعية مثل بينين.

## انشائه
تم إنشاء حمض البيرأسيتيك في الموقع من قبل بعض مكونات منظفات الغسيل، فهو عامل التبييض الأكثر فاعلية من بيروكسيد الهيدروجين. فيتم تشكيله بصورة طبيعية من البيئة المحيطة، من خلال مجموعة من التفاعلات الضوئية التي تنطوي على الجذور المضادة للأكسدة.

## آثاره الجانبية
حمض البيرأسيتيك هو عامل مؤكسد قوي ومهيج أساسي للجلد، فالتعرض له بصورة مباشرة يسبب تهيج في الجلد، العينين، الجهاز التنفسي. وفي حالة التعرض له بصورة كبيرة وعلى فترات زمنية طويلة يسبب تلف في الرئة، ويكون دائم ومزمن، إلى جانب إثباته لحالات عديدة مصابة من الربو والناتجة عن التعرض للحمض بصورة كبيرة. كذلك قد يؤدي إلى التهاب القولون الكيميائي أي التهاب بطانة الرحم نتيجة دخوله في الجسم في حالة تعرض الجسم له بصورة كبيرة.
وقد تم نشر دراسة عام 2014 عن تلف حمض البيرأسيتيك من 0,4 جزء في المليون، تحسب ب 15 دقيقة من الوقت المتوسط المرجح. وفي عام 2010 قامت وكالة حماية البيئة الأمريكية بنشر مجموعة من الإرشادات الخاصة بالتعرض الحاد لحمض البيرأسيتيك.